# Dasineura jaapi
Dasineura jaapi är en tvåvingeart som först beskrevs av Rubsaamen 1914.  Dasineura jaapi ingår i släktet Dasineura och familjen gallmyggor.
Artens utbredningsområde är Österrike. Inga underarter finns listade i Catalogue of Life.